# 里奧·伯內特大樓
里奧·伯內特大樓（Leo Burnett Building）是一棟位於美國伊利諾州芝加哥洛普區的辦公摩天大樓，建築高度為193公尺（635英尺），共46層樓。大樓所有者為陽獅基團的子公司李奧貝納廣告，並且是李奧貝納廣告總部所在地。

## 建築設計
里奧·伯內特大樓位在芝加哥河河畔，於1989年完工，在完工時曾是芝加哥第12高摩天大樓。由Kevin Roche John Dinkeloo & Associates與Shaw & Associates共同設計。建築風格為後現代主義，並且外牆使用芝加哥建築學派風格的窗戶裝飾。

## 軼事
曾經於2012年走鋼絲成功橫越尼亞加拉瀑布的尼克·瓦倫達，於2014年11月2日時，在不佩戴安全帶，也沒安全網情況下，以黑布矇住眼睛走過橫跨芝加哥河的鋼絲。尼克·瓦倫達先從馬里納城西座頂樓179公尺處，以19度仰角的斜度走向里奧·伯內特大樓頂樓193公尺處，總長138公尺，花費時間共6分52秒。